# Эмансипация несовершеннолетних
Эмансипация несовершеннолетнего — признание лица полностью дееспособным посредством решения органа опеки и попечительства либо суда по достижении шестнадцатилетнего возраста.
В российском гражданском праве несовершеннолетний, достигший шестнадцати лет, может быть объявлен полностью дееспособным, если он работает по трудовому договору, в том числе по контракту, или с согласия родителей, усыновителей или попечителя занимается предпринимательской деятельностью.
Объявление несовершеннолетнего полностью дееспособным имеет место также при вступлении несовершеннолетнего в брак, либо, в связи с беременностью, а, равно, в связи с рождением ребёнка несовершеннолетней девушкой. В случае расторжения брака полная дееспособность сохраняется. Однако при признании брака недействительным суд может принять решение об утрате несовершеннолетним супругом полной дееспособности с момента, определяемого судом.